# 東成控股
東成控股有限公司 (除牌當時為0735.HK)，曾是銷售面包店、食品加工、地產和飼科產品。也是1990年成立，當時是以「齊翔食品國際有限公司」在1999年上市，但由於發生財政問題，加上惡性競爭。於是在2007年，被中國電力投資集團公司收購。由中國電力新能源取代上市，並把欠佳業務出售。

## 連結
- 中國電力新能源發展有限公司 （页面存档备份，存于）